# Championnat de Russie de rugby à XV 2017
Navigation
Championnat de Russie 2016 Championnat de Russie 2018
Le championnat de Russie de rugby à XV 2017 ou en russe Профессиональная Регбийная Лига 2017 (Professionalnaïa Regbiïnaïa Liga 2017) est une compétition de rugby à XV qui oppose les six meilleurs des clubs russe. La compétition comporte une phase de poule et se termine par une finale en match aller-retour.

## Liste des équipes en compétition
| VVA Saracens Enisey-STM Krasny Yar Krasnoyarsk Slava Moscou Metallurg Novokouznetsk Kuban Krasnodar |

| Équipe                  | Stade                             | Capacité | Ville         |
| ----------------------- | --------------------------------- | -------- | ------------- |
| VVA Podmoskovye         | Gagarin Air Force Academy Stadium | 5 000    | Monino        |
| Enisey-STM              | Lokomotiv Stadion                 |          | Krasnoïarsk   |
| Krasny Yar Krasnojarsk  | RK Krasny Yar                     | 3 200    | Krasnoïarsk   |
| Slava-CSP               |                                   |          | Moscou        |
| Kuban Krasnodar         |                                   |          | Krasnodar     |
| Metallurg Novokouznetsk |                                   |          | Novokouznetsk |

## Résumé des résultats

### Classement de la phase régulière
| Rang | Club                    | J  | V | N | D  | Bo | Bd | Pm  | Pe  | Diff | Pts |
| ---- | ----------------------- | -- | - | - | -- | -- | -- | --- | --- | ---- | --- |
| 1    | Enisey-STM (T)          | 10 | 9 | 0 | 1  | 9  | 0  | 385 | 169 | +216 | 45  |
| 2    | Krasny Yar              | 10 | 9 | 0 | 1  | 7  | 0  | 392 | 145 | +247 | 43  |
| 3    | Kuban Krasnodar         | 10 | 6 | 0 | 4  | 4  | 0  | 296 | 236 | +60  | 28  |
| 4    | VVA Saracens            | 10 | 4 | 0 | 6  | 3  | 2  | 296 | 236 | +60  | 21  |
| 5    | Slava-CSP Moscou        | 10 | 2 | 0 | 8  | 2  | 1  | 119 | 385 | -266 | 11  |
| 6    | Metallurg Novokouznetsk | 10 | 0 | 0 | 10 | 1  | 0  | 149 | 415 | -266 | 1   |

|  | Qualifiés pour la 2e phase (no 1, no 2, no 3, no 4) |
|  | T : tenant du titre 2016                            |

Attribution des points : victoire sur tapis vert : 5, victoire : 4, match nul : 2, défaite : 0, forfait : -2 ; plus les bonus (offensif : 4 essais marqués ; défensif : défaite par 7 points d'écart ou moins).

## Résultats détaillés

### Phase régulière

#### Tableau synthétique des résultats
L'équipe qui reçoit est indiquée dans la colonne de gauche.
| Clubs                    | ENY   | KRA   | KUB   | NOV   | SLA   | VVA   |
| ------------------------ | ----- | ----- | ----- | ----- | ----- | ----- |
| Enisey-STM               |       | 7-15  | 64-20 | 26-18 | 73-3  | 26-20 |
| Krasny Yar Krasnojarsk   | 11-29 |       | 33-14 | 62-17 | 76-0  | 50-24 |
| Kuban Krasnodar          | 19-34 | 25-33 |       | 35-14 | 50-18 | 27-7  |
| Metallourg Novokouznetsk | 29-50 | 15-46 | 12-38 |       | 12-30 | 17-53 |
| Slava-CSP Moscou         | 10-45 | 5-45  | 7-39  | 34-10 |       | 7-27  |
| VVA Saracens             | 24-31 | 9-21  | 14-29 | 41-5  | 8-5   |       |

|  | Victoire à domicile |  | Match nul |  | Défaite à domicile |

### Phase finale

#### Matchs pour le titre
|  | Demi-finales                     | Demi-finales            | Demi-finales            | Demi-finales            |                               |            | Finale                           | Finale                           | Finale                           | Finale                           |
|  |                                  |                         |                         |                         |                               |            |                                  |                                  |                                  |                                  |
|  | 10 et 17 septembre 2017          | 10 et 17 septembre 2017 | 10 et 17 septembre 2017 | 10 et 17 septembre 2017 |                               |            | 23 septembre et 1er octobre 2017 | 23 septembre et 1er octobre 2017 | 23 septembre et 1er octobre 2017 | 23 septembre et 1er octobre 2017 |
|  | Enisey-STM                       | Enisey-STM              | 62                      | 45                      |                               |            | 23 septembre et 1er octobre 2017 | 23 septembre et 1er octobre 2017 | 23 septembre et 1er octobre 2017 | 23 septembre et 1er octobre 2017 |
|  | Enisey-STM                       | Enisey-STM              | 62                      | 45                      |                               |            | 23 septembre et 1er octobre 2017 | 23 septembre et 1er octobre 2017 | 23 septembre et 1er octobre 2017 | 23 septembre et 1er octobre 2017 |
|  | VVA Saracens                     | VVA Saracens            | 10                      | 5                       |                               |            | 23 septembre et 1er octobre 2017 | 23 septembre et 1er octobre 2017 | 23 septembre et 1er octobre 2017 | 23 septembre et 1er octobre 2017 |
|  | VVA Saracens                     | VVA Saracens            | 10                      | 5                       | Enisey-STM                    | Enisey-STM | 20                               | 9                                |                                  |                                  |
|  | 9 et 15 septembre 2017           |                         |                         |                         | Enisey-STM                    | Enisey-STM | 20                               | 9                                |                                  |                                  |
|  |                                  |                         | Krasny Yar              | Krasny Yar              | 9                             | 16         |                                  |                                  |                                  |                                  |
|  | Krasny Yar                       | Krasny Yar              | Krasny Yar              | Krasny Yar              | 9                             | 16         | 27                               | 30                               |                                  |                                  |
|  | Krasny Yar                       | Krasny Yar              |                         |                         |                               |            |                                  | 30                               |                                  |                                  |
|  | Kuban Krasnodar                  | Kuban Krasnodar         | 35                      | 13                      |                               |            |                                  |                                  |                                  |                                  |
|  | Kuban Krasnodar                  | Kuban Krasnodar         | 35                      | 13                      | Match pour la troisième place |            |                                  |                                  |                                  |                                  |
|  |                                  |                         |                         |                         |                               |            |                                  |                                  |                                  |                                  |
|  | 24 septembre et 1er octobre 2017 |                         |                         |                         |                               |            |                                  |                                  |                                  |                                  |
|  | VVA Saracens                     | VVA Saracens            | 13                      | 34                      |                               |            |                                  |                                  |                                  |                                  |
|  | VVA Saracens                     | VVA Saracens            | 13                      | 34                      |                               |            |                                  |                                  |                                  |                                  |
|  | Kuban Krasnodar                  | Kuban Krasnodar         | 29                      | 17                      |                               |            |                                  |                                  |                                  |                                  |
|  | Kuban Krasnodar                  | Kuban Krasnodar         | 29                      | 17                      |                               |            |                                  |                                  |                                  |                                  |

#### Matchs pour la5eplace
Lors des rencontres pour la 5e place, les deux meilleures équipes de deuxième division sont présentes. Les matchs de demi-finale entre le Metallurg Novokutznesk et le Bulava Taganrog sont annulés, les deux équipes n'ayant pas les fonds pour jouer les rencontres. Novokutznesk est qualifié étant le mieux placé lors de la saison régulière.
|  | Demi-finales            | Demi-finales            | Demi-finales            | Demi-finales            |                  |                  | 5ème place              | 5ème place              | 5ème place              | 5ème place              |
|  |                         |                         |                         |                         |                  |                  |                         |                         |                         |                         |
|  | 10 et 17 septembre 2017 | 10 et 17 septembre 2017 | 10 et 17 septembre 2017 | 10 et 17 septembre 2017 |                  |                  | 22 et 30 septembre 2017 | 22 et 30 septembre 2017 | 22 et 30 septembre 2017 | 22 et 30 septembre 2017 |
|  | Slava-CSP Moscou        | Slava-CSP Moscou        | 78                      | 52                      |                  |                  | 22 et 30 septembre 2017 | 22 et 30 septembre 2017 | 22 et 30 septembre 2017 | 22 et 30 septembre 2017 |
|  | Slava-CSP Moscou        | Slava-CSP Moscou        | 78                      | 52                      |                  |                  | 22 et 30 septembre 2017 | 22 et 30 septembre 2017 | 22 et 30 septembre 2017 | 22 et 30 septembre 2017 |
|  | Imperia Penza           | Imperia Penza           | 15                      | 11                      |                  |                  | 22 et 30 septembre 2017 | 22 et 30 septembre 2017 | 22 et 30 septembre 2017 | 22 et 30 septembre 2017 |
|  | Imperia Penza           | Imperia Penza           | 15                      | 11                      | Slava-CSP Moscou | Slava-CSP Moscou | 7                       | 24                      |                         |                         |
|  | 9 et 16 septembre 2017  |                         |                         |                         | Slava-CSP Moscou | Slava-CSP Moscou | 7                       | 24                      |                         |                         |
|  |                         |                         | Metallurg Novokouznetsk | Metallurg Novokouznetsk | 22               | 18               |                         |                         |                         |                         |
|  | Metallurg Novokouznetsk | Metallurg Novokouznetsk | Metallurg Novokouznetsk | Metallurg Novokouznetsk | 22               | 18               | forfait                 | forfait                 |                         |                         |
|  | Metallurg Novokouznetsk | Metallurg Novokouznetsk |                         |                         |                  |                  |                         | forfait                 |                         |                         |
|  | Bulava Taganrog         | Bulava Taganrog         | forfait                 | forfait                 |                  |                  |                         |                         |                         |                         |
|  | Bulava Taganrog         | Bulava Taganrog         | forfait                 | forfait                 |                  |                  |                         |                         |                         |                         |

### Matchs de classement
Les équipes de deuxième division sont invitées à réaliser des matchs de classement.

#### 7eplace
| 24 septembre 2017 | Bulava Taganrog | 19-19 | Imperia Penza |  |
| 24 septembre 2017 |                 |       |               |  |
| 24 septembre 2017 |                 |       |               |  |

| 1er octobre 2017 | Imperia Penza | 33-22 | Bulava Taganrog |  |
| 1er octobre 2017 |               |       |                 |  |
| 1er octobre 2017 |               |       |                 |  |

#### 9eplace
| 21 octobre 2017 | Narvskaja Zastava Saint-Petersbourg | 30-0 | RCSP po IVS |  |
| 21 octobre 2017 |                                     |      |             |  |
| 21 octobre 2017 |                                     |      |             |  |

| 28 octobre 2017 | RCSP po IVS | 19-27 | Narvskaja Zastava Saint-Petersbourg |  |
| 28 octobre 2017 |             |       |                                     |  |
| 28 octobre 2017 |             |       |                                     |  |

## Classement final
| Position           | Équipe                              |
| ------------------ | ----------------------------------- |
| Médaille d'or      | Enisey-STM                          |
| Médaille d'argent  | Krasny Yar Krasnojarsk              |
| Médaille de bronze | VVA Saracens                        |
| 4                  | Kuban Krasnodar                     |
| 5                  | Metallourg Novokouznetsk            |
| 6                  | Slava-CSP Moscou                    |
| 7                  | Imperia Penza                       |
| 8                  | Bulava Taganrog                     |
| 9                  | Narvskaja Zastava Saint-Petersbourg |
| 10                 | RCSP po IVS                         |
| 11                 | DGTU Rostov                         |
| 12                 | Burevestnik Saint-Petersbourg       |